# Курутія
Куру́тія (Cranioleuca) — рід горобцеподібних птахів родини горнерових (Furnariidae). Представники цього роду мешкають в Центральній і Південній Америці.

## Опис
Курутії — дрібні птахи, середня довжина яких становить 13-19 см, а вага 10-32 г. Їхнє забарвлення переважно коричневе, охристе і білувате. Курутії досить схожі на пію, однак вони мають коротші хвості і ведуть менш прихований, більш деревний спосіб життя. Курутії часто приєднуються до змішаних зграй птахів.

## Види
Виділяють дев'ятнадцять видів:
- Курутія перуанська (Cranioleuca marcapatae)
- Курутія білоголова (Cranioleuca albiceps)
- Курутія рудоспинна (Cranioleuca vulpina)
- Курутія острівна (Cranioleuca dissita)[6]
- Курутія світлощока (Cranioleuca vulpecula)
- Курутія чубата (Cranioleuca subcristata)
- Курутія білоброва (Cranioleuca pyrrhophia)
- Курутія болівійська (Cranioleuca henricae)
- Курутія парагвайська (Cranioleuca obsoleta)
- Курутія бліда (Cranioleuca pallida)
- Курутія попеляста (Cranioleuca semicinerea)
- Курутія світлоголова (Cranioleuca albicapilla)
- Курутія рудощока (Cranioleuca erythrops)
- Курутія тепуйська (Cranioleuca demissa)
- Курутія колумбійська (Cranioleuca hellmayri)
- Курутія сіроброва (Cranioleuca curtata)
- Курутія еквадорська (Cranioleuca antisiensis)
- Курутія амазонійська (Cranioleuca gutturata)
- Курутія бразильська (Cranioleuca muelleri)

## Етимологія
Наукова назва роду Cranioleuca походить від сполучення слів дав.-гр. κρανιον — череп, голова і λευκος — білий.